# Gara Acâș
Gara Acâș este o stație de cale ferată care deservește comuna Acâș, județul Satu Mare, România.